# グリゼルダ
グリゼルダ（Griselda) は、ゲルマン語派に由来し、今日では英語、イタリア語、スペイン語などでも用いられている、女性のギブンネーム。1990年アメリカ合衆国国勢調査によれば、この名前は、アメリカ合衆国において 1066番目に多い女性の名前であった。
この名前は、古英語 (OE) の「gris hild」すなわち「暗黒の戦い」に由来すると考えられてきた。この名前は、ゲルマン語派において「灰色」、「恐怖」、「恐ろしい」などを意味する語幹「*grīsaz」、ないしは、「戦士」、「英雄」を意味する「*haliþaz」、あるいは、「戦闘」を意味する「*hildiz」と関連づけられる（現代のドイツ語における「grau」、また、「Held」も参照）。
この名前は、「グリゼルダ/グリセルダ (Griselda)」のほか、「グリゼルデ (Griselde)」、「グリッセルダ (Grisselda)」「グリーゼルダ (Grieselda)」、「グリツェルダ (Grizelda)」、「グリセルダ (Gricelda)」、「クリゼルダ (Criselda)」、「グリシルデ (Grisilde)」などと異なる綴り字で表記されることもある。
一般的なニックネームには、「ツェルダ/ゼルダ (Zelda)」、「セルダ/ゼルダ (Selda)」、「グリッシー (Grissy)」、「グリス (Gris)」、「グリセル (Grisel)」、「グリゼル (Grizel)」などがある。